# Gundawan, Indi
Gundawan là một làng thuộc tehsil Indi, huyện Bijapur, bang Karnataka, Ấn Độ.